# Léopold Riou
Pour les articles homonymes, voir Riou.
Léopold Riou, né le 15 avril 1996 à Lannion en Bretagne, est un guitariste, chanteur, auteur-compositeur-interprète et réalisateur artistique français d'origine bretonne et ̊occitane.
Artiste solo sous les noms Stewball puis Léopold, membre du groupe Kitch de 2017 à 2022 et invité « de luxe » chez Red Cardell depuis son adolescence, il est révélé au grand public en tant que guitariste soliste au sein de Matmatah, lors de son premier concert avec le groupe brestois qui marque son grand retour devant les 50 000 spectateurs du festival des Vieilles Charrues 2022, puis comme un des interprètes du double album Miscellanées Bissextiles qui paraît en février 2023 et lors de la tournée à suivre de 90 dates jusqu'à l'été 2024.

## Biographie

### Contexte familial
Léopold Riou est élevé à Locquirec dans le Trégor finistérien dans une famille érudite et passionnée par les arts et les traditions populaires. Son père Jean-Pierre Riou est le leader du groupe rock Red Cardell et sa mère Béatrice Riou, née en Lozère, est autrice et conférencière puis directrice adjointe au musée des Beaux-Arts de Morlaix. Sa sœur Philippine est créatrice de mode et chanteuse amatrice. Issu de grands-parents paternels instituteurs, une arrière grand-mère accordéoniste animait les bals de la région et un arrière grand-père collectait les chants en breton dans un cahier de 150 pages qu'il avait recueilli pendant la Grande Guerre.

### Études
Élève au collège des Quatre Vents à Lanmeur dans le Finistère puis au lycée Félix le Dantec à Lannion dans les Côtes-d'Armor, il obtient un baccalauréat littéraire en 2014, surtout grâce à la spécialité musique, puis s'inscrit à la faculté de musicologie à Rennes. Comme cette fac ne lui convient pas il choisit de partir vivre un an à Londres fin 2015. À son retour en France il entre à l'ENM (École Nationale de Musique) de Villeurbanne où il obtient son DEM (Diplôme d'études musicales) « Musiques actuelles amplifiées (MAA) » en 2020.

### Parcours Musical

#### Apprentissage et pratique amateur
Comme ses doigts sont trop petits pour jouer de la guitare, il commence à gratter en premier sur un ukulélé à l'age de 6 ans avant de passer à la six cordes à 9 ans. Dès lors, à partir de 2005, il apprend à jouer avec son père en autodidacte en pistant les disques des pionniers du blues comme Robert Johnson, Howlin Wolf ou Muddy Waters, en essayant de construire son propre jeu.

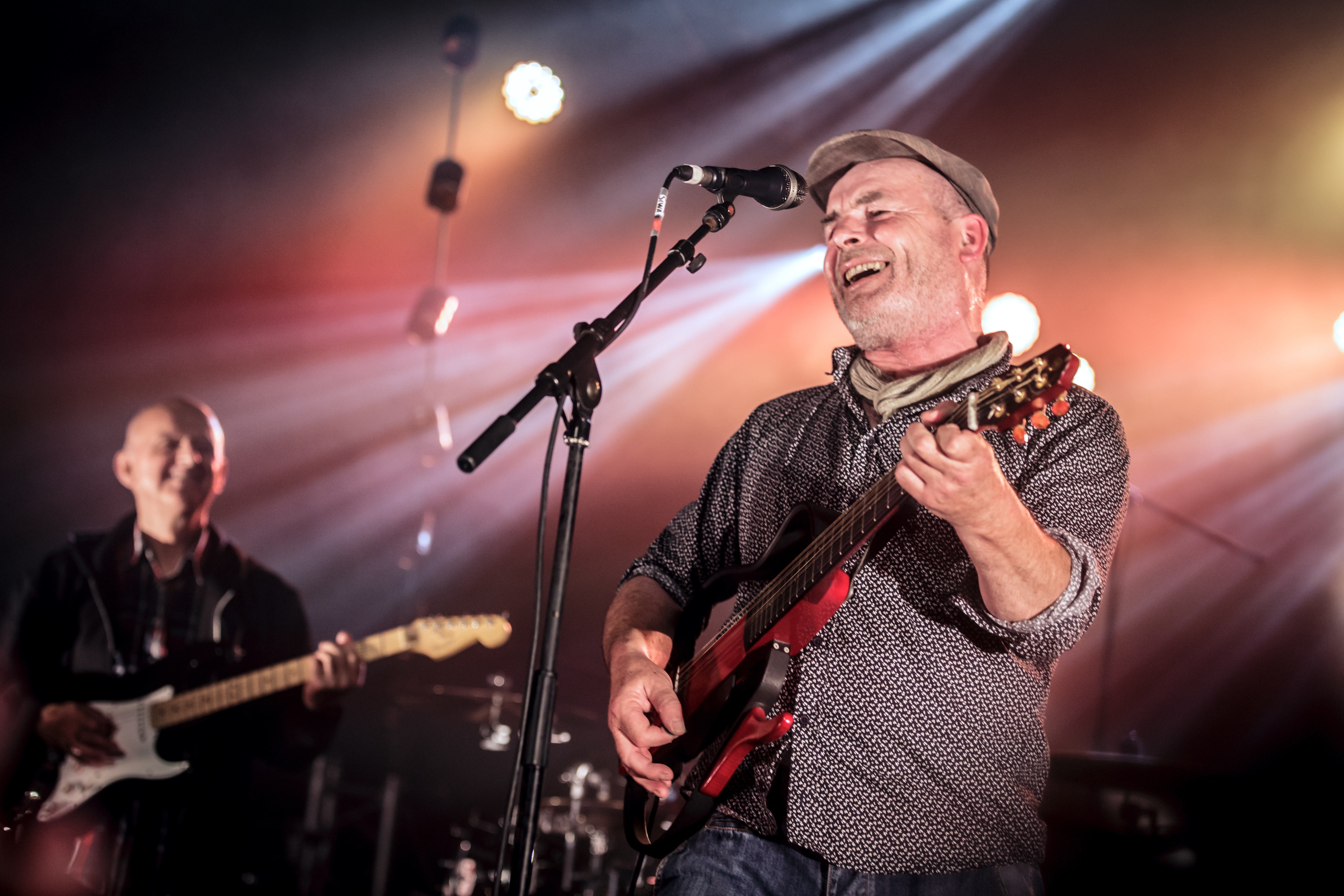
Jean-Pierre Riou au premier plan et Dan Ar Braz au second

Léopold Riou forme ses premiers groupes au collège, Sheep Travellers en 2008 et Hangover en 2010, avec déjà des compositions originales. Dès ses 13 ans il commence à monter sur scène pour rejoindre de temps en temps Red Cardell, le groupe fondé par son père Jean-Pierre avec Jean-Michel Moal et Ian Proërer et croise alors également le fer avec des musiciens renommés invités comme Dan Ar Braz, Jimme O'Neill des Silencers ou Stéfane Mellino des Négresses vertes.
C'est au Lycée en 2012 qu'il apprend la valeur du travail et la rigueur dont un musicien a besoin en entrant en spécialité musique dans la classe de Nelly Cam et en chantant dans la chorale de l'établissement. Il y fonde son premier véritable groupe LikeArek avec Axel Iauch et Baptiste Le Diagon avec comme « parrains » conseillés,Thomas Fersen le chanteur qui réside comme eux à Locquirec, et Ariel Borujow l'ingénieur du son New-Yorkais ami et collaborateur de son père, qui mixe une démo pour le groupe.
À 18 ans en 2014, comme il ne se passionne pas pour la faculté de musicologie de Rennes où il s'est inscrit, il préfère se produire dans les bars de la ville étudiante avec UMA le duo qu'il forme avec Simon Prudhomme avant de finalement décider de traverser la Manche pour s'établir à Londres fin 2015 pour vivre une expérience et surtout s'imprégner de la culture rock anglaise.

#### Pratique professionnelle

##### Stewball
En 2016, il découvre les logiciels de MAO (musique assistée par ordinateur) et se passionne pour les synthétiseurs, le métier de producteur et les techniques de studio. C'est à Londres qu'il réalise son premier album solo P90, à seulement 20 ans, sous le nom de Stewball (tiré d'une chanson de Leadbelly).
De retour en France l'année suivante, il se produit l'été dans les bars en Bretagne, soit en solo soit en duo avec son père en interprétant des compositions de Stewball et Red Cardell et reprenant des classics.

##### Kitch
À la rentrée 2017, il rejoint l'ENM de Villeurbanne dans le département guitare dirigé par Gilles Laval et participe également aux cours de production et de MAO dans la classe de Guillaume Dussably. Il y rencontre Dany Boutin (guitare), Thomas Loureiro (batterie) et Adrien Maillet (claviers) avec lesquels il forme le groupe Kitch. Le quatuor publie en 2017 son premier album Henger enregistré au studio Kasa Nostra à Lyon et réalisé par Maël-Julian Sabucco.
Tout en poursuivant leurs études, les membres de Kitch donnent de nombreux concerts dans des cafés et club-concerts de Rhône-Alpes et un peu partout en France et publient un second album en 2020 du nom de Calame, réalisé à nouveau par Sabucco. Alors que les premiers succès se font sentir avec notamment la signature avec le tourneur Vedettes et le repérage de médias nationaux comme Jack Canal+ et la Rock'n Folk Radio, l'équipe doit annuler tous ses concerts consécutivement à la crise de Covid 19.
Loin de se démoraliser Kitch décide de ces périodes de confinements pour enregistrer à distance leur troisième album New Strife Lands également réalisé par Sabucco, qui paraît en 2022 sur le label ATRDR Records (À tant rêver du roi) puis se fait remarquer par le public et la presse spécialisée au festival les Rencontres Trans Musicales de Rennes en décembre de la même année lors de leur tournée pour défendre enfin ces deux derniers albums sur scène.

##### Les Joyeux Fusibles
Premier groupe formé par Jean-Pierre Riou en 1980 à Locquirec avec Louis Le Bihan et Yann Cadran, le trio Les Joyeux Fusibles s'adjoint les services de ̊Léopold Riou et Simon Prudhomme (qui forment ensemble le duo UMA) pour enregitrer leur 3e album In Burn Out, 38 ans plus tard, et donner depuis 2018 des concerts défouloirs dans les cafés et petits festivals de leur Trégor natal sous cette formation en quinquet.

##### De Red Cardell à Matmatah
Dans la même période des confinements, Léopold Riou enregistre également son second album solo Pearlcorder puis mixe et réalise en 2022, le nouveau single Alors de Red Cardell dans le studio familial Chez nous face à la mer à Locquirec. Le single accompagné d'un clip réalisé par Thelo Mell avec comme acteur Louis Le Bihan, le chanteur des Joyeux Fusibles, est diffusé sur la chaîne Youtube du label Coop Breizh. Il mixe et produit également les deux EPs Dialectic (juin 2022) et Décembre (janvier 2023) du rappeur Matto.

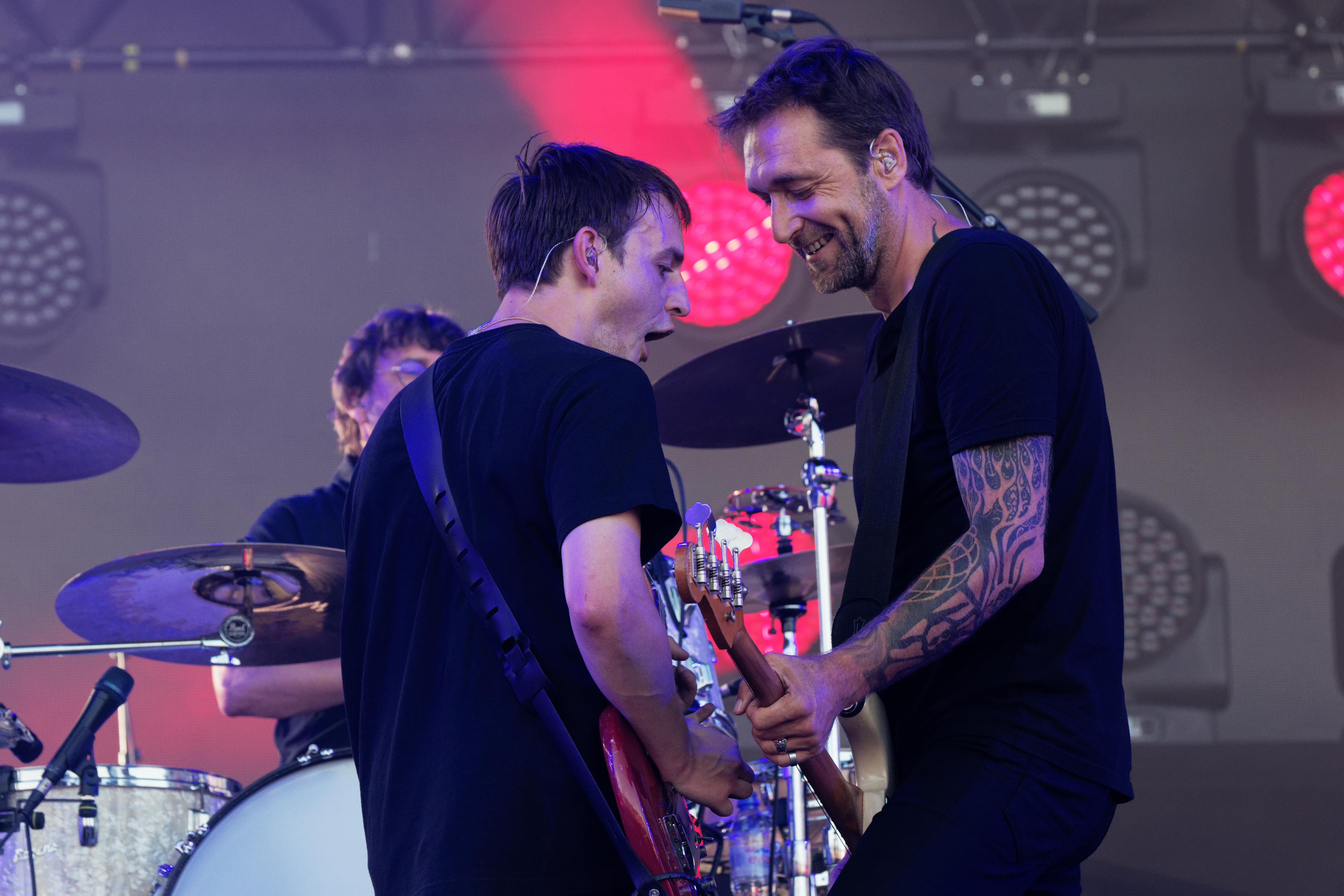
Léopold Riou et Éric Digaire

En septembre 2019, Léopold Riou effectue un remplacement comme bassiste au sein de Red Cardell lors d'un concert à l'Espace Vauban à Brest pour les 30 ans d'Arsenal Productions (La société de Marc Ribette, le tourneur historique de Matmatah toujours à son catalogue avec Red Cardell et d'autres artistes comme Blankass, Elmer Food Beat, Denez, The Hyènes qui participent à la soirée). Il fait à cette occasion la rencontre d'Éric Digaire, le bassiste de Matmatah avec qui le courant passe. Celui-ci le rappelle deux ans plus tard pour lui proposer la place vacante de guitariste soliste et de rejoindre le groupe aux trois disques d'or et un double disque de platine avec plus de 1 300 000 albums vendus. Après une audition concluante, il commence à répéter et enregistrer avec Matmatah en 2021 et est officiellement présenté le 23 mai 2022 via les réseaux sociaux quelque temps avant un concert exceptionnel au Festival des vieilles Charrues en juillet 2022.
Le double album Miscellanées Bissextiles, auquel il participe, paraît le 3 février 2023 et la tournée qui annonce de nombreux concerts passant par la Bretagne, la Belgique, la Suisse et dans tous les coins de l'Hexagone, dont le Zénith de Paris, débute ce même mois.
Lors d'une interview filmée de l'hebdomadaire Paris-Match en mars 2023, Léopold Riou révèle que quand il était seulement âgé de 2 mois, Matmatah est le premier groupe qu'il a vu jouer sur scène. Les membres de Matmatah confirment sur les réseaux sociaux leur première rencontre avec « Léo » dans les bras de son père lors d'un concert avec Red Cardell, cette année 1996.

##### Léopold en solo
Le 30 mars 2024, Léopold Riou publie un clip autoproduit du titre Try Hard Boy sur ses réseaux sociaux, disponible également sur les principales plateformes de streaming. Il écrit, compose, chante et joue tous les instruments, excepté des guitares et synthétiseurs additionnels par Antoine Lartigue le guitariste de Tohu Bohu. Mixé par lui-mème, le titre est masterisé à Los Angeles par l'ingénieur du son Irlandais Ruairí O'Flaherty à Nomograph Mastering.
Le 29 juin 2024, il sort un second single Calyps sous licence avec le label Upton Park Publishing. 
Le 14 août 2024, sort Late Night, un nouveau clip en licence avec Upton Park, chroniqué comme titre de la semaine par le magazine Bretagne Actuelleet d'autres médias spécialisés comme Bastringue Corp. 
Le 7 octobre 2024, il met en ligne son quatrième single Brut, toujours chez Upton Park et cette fois-ci mixé par Sebastien Lorho au studio NDE.